# Granchain
Granchain (até 2008: Grandchain) foi uma antiga comuna francesa na região administrativa da Normandia, no departamento de Eure. Estendia-se por uma área de 8,23 km². Em 2010 a comuna tinha 204 habitantes (densidade: 24,8 hab./km²).
Em 1 de janeiro de 2018, foi incorporada à nova comuna de Mesnil-en-Ouche